# Turquia nos Jogos Paralímpicos de Verão de 2016

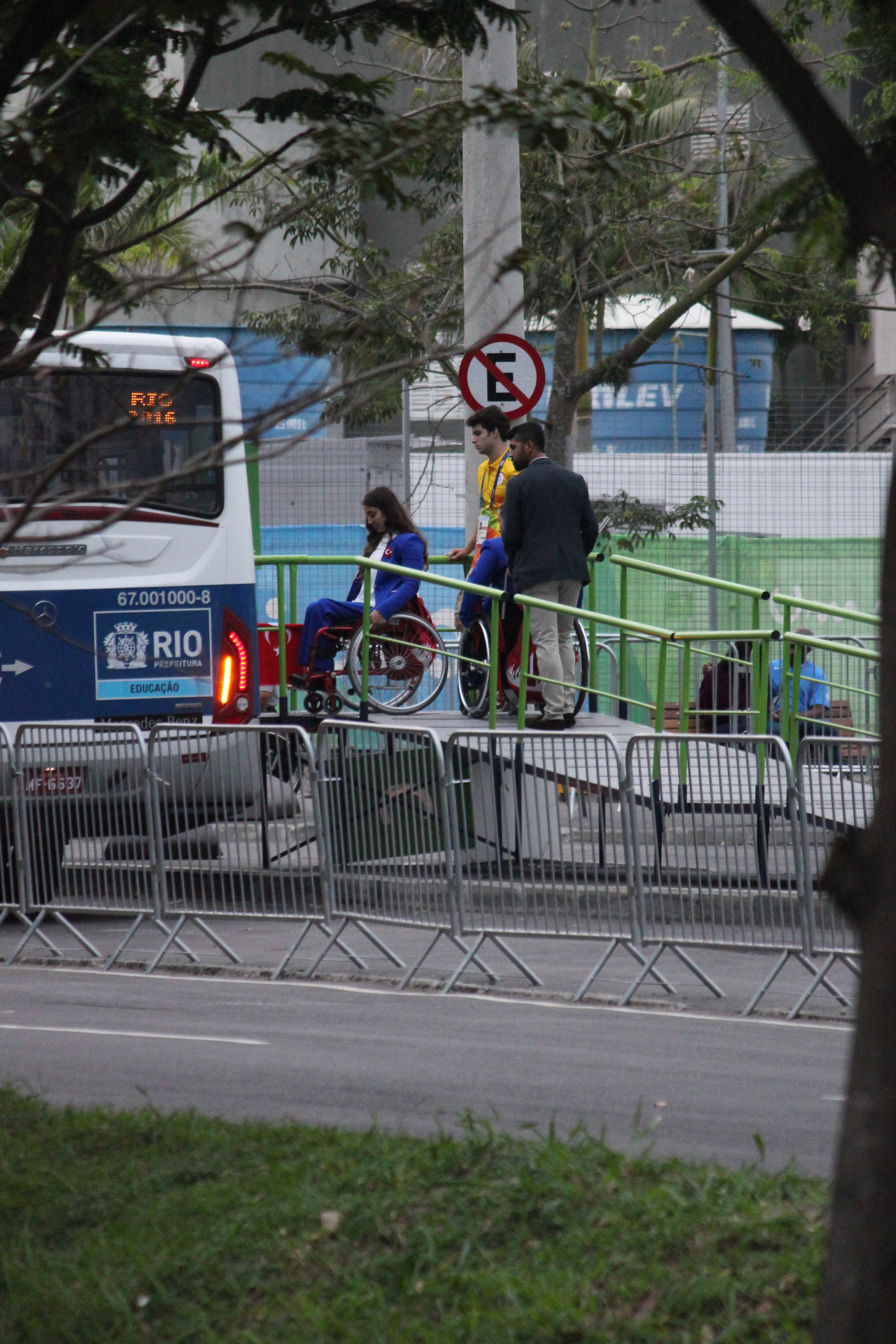
Turquia durante os preparativos dos jogos da cerimônia de abertura fora da Vila Paralímpica.

A Turquia participou dos Jogos Paralímpicos de Verão de 2016, que foram realizados na cidade do Rio de Janeiro, no Brasil, entre os dias 7 e 18 de setembro de 2016.